# Bolitophagus reticulatus
Bolitophagus reticulatus – gatunek chrząszcza z rodziny czarnuchowatych i podrodziny Tenebrioninae. Zamieszkuje palearktyczną Eurazję od Półwyspu Iberyjskiego po Wyspy Japońskie. Żeruje w nadrzewnych owocnikach grzybów.

## Taksonomia
Gatunek ten opisany został po raz pierwszy w 1767 roku przez Karola Linneusza na łamach 13. wydania Systema Naturae pod nazwą Silpha reticulata. W rodzaju Bolitophagus umieszczony został w 1798 roku przez Johanna K.W. Illigera i stanowi dlań gatunek typowy.

## Morfologia

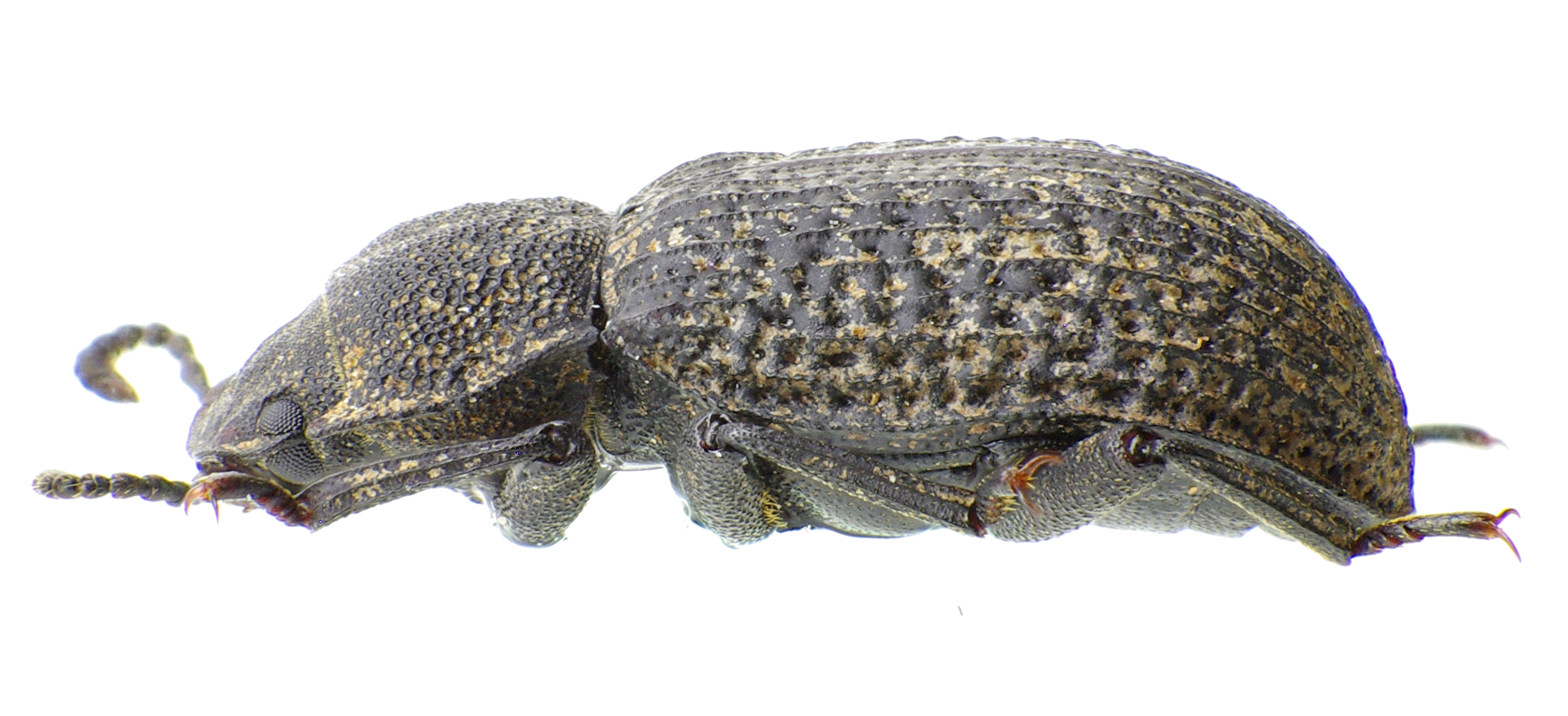
Imago, widok z boku

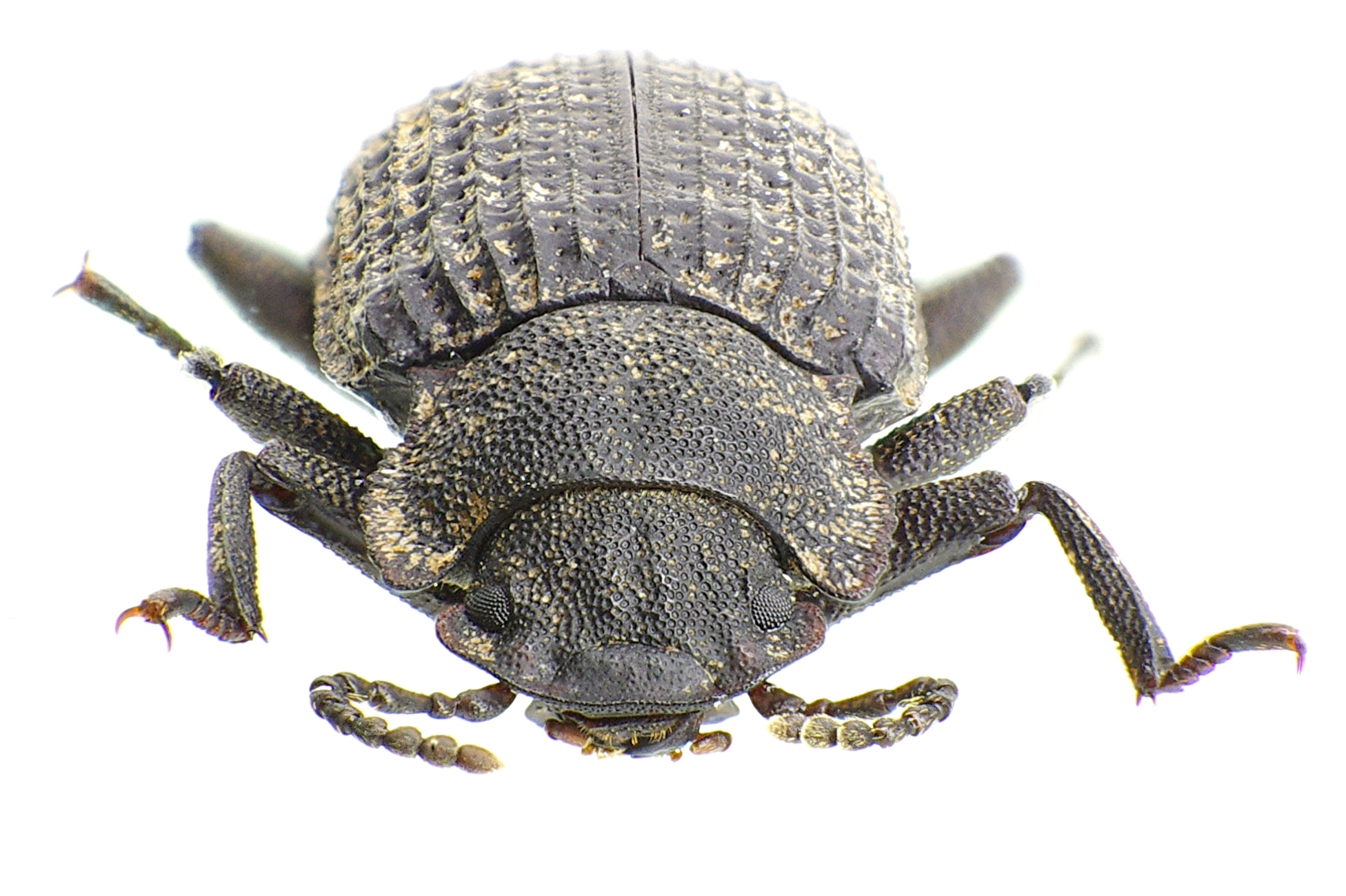
Imago, widok z przodu

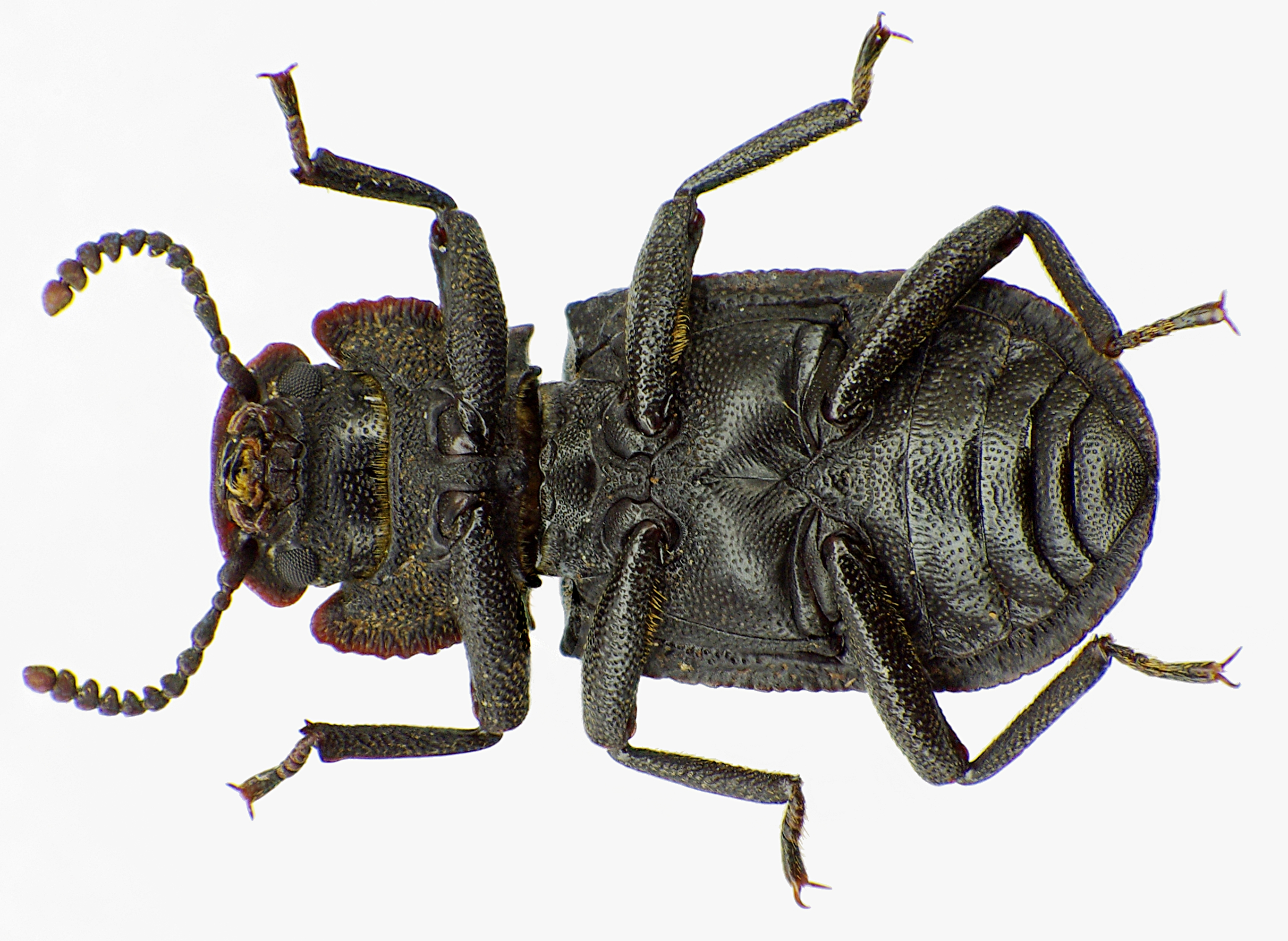
Imago, widok od spodu

Chrząszcz o ciele wydłużonym, bardziej niż u B. interruptus pociągłym, długości od 6 do 8 mm, matowym, o ubarwieniu czerwonobrunatnym do czarnego.
Głowa jest krótka, gęsto i szorstko punktowana, z wgłębionym szwem odgraniczającym czoło od nadustka. Występy policzków całkowicie dzielą małe oczy.
Przedplecze jest szersze niż dłuższe, najszersze w połowie długości, tak szerokie jak głowa lub nieco od niej szersze; ma szeroko rozpłaszczone, rynienkowate brzegi boczne, wykrojony brzeg przedni, wycięty przy tylnych kątach brzeg tylny oraz wyciągnięte i zaostrzone, zębowate kąty tylne. Boczne krawędzie przedplecza są wyraźnie ząbkowane lub karbowane. Powierzchnia jego jest gęsto punktowana, szorstka wskutek mikroskopowego ziarenkowania, na rozpłaszczonych bokach poprzecznie pomarszczona. Mała tarczka ma zaokrąglony kształt. Podługowato-owalne, w części środkowej równoległoboczne pokrywy mają dobrze zaznaczone guzy barkowe i opatrzone ząbkiem kąty barkowe. Rzędy są szerokie, wyposażone w duże, wydłużone punkty, coraz większe, głębsze i dłuższe od szwu ku bokom. Międzyrzędy są wąskie, wysklepione w wąskie, ciągłe lub nieznacznie tylko poprzerywane żeberka, słabiej wyrażone niż u B. interruptus, na przedzie pokryw wypukłe bardziej niż w tyle. Na powierzchni międzyrzędów występuje drobna mikrorzeźba. Skrzydła tylnej pary są dobrze wykształcone. Odnóża są krótkie, mocno zbudowane, skąpo porośnięte bladymi, drobnymi szczecinkami.

## Ekologia i występowanie

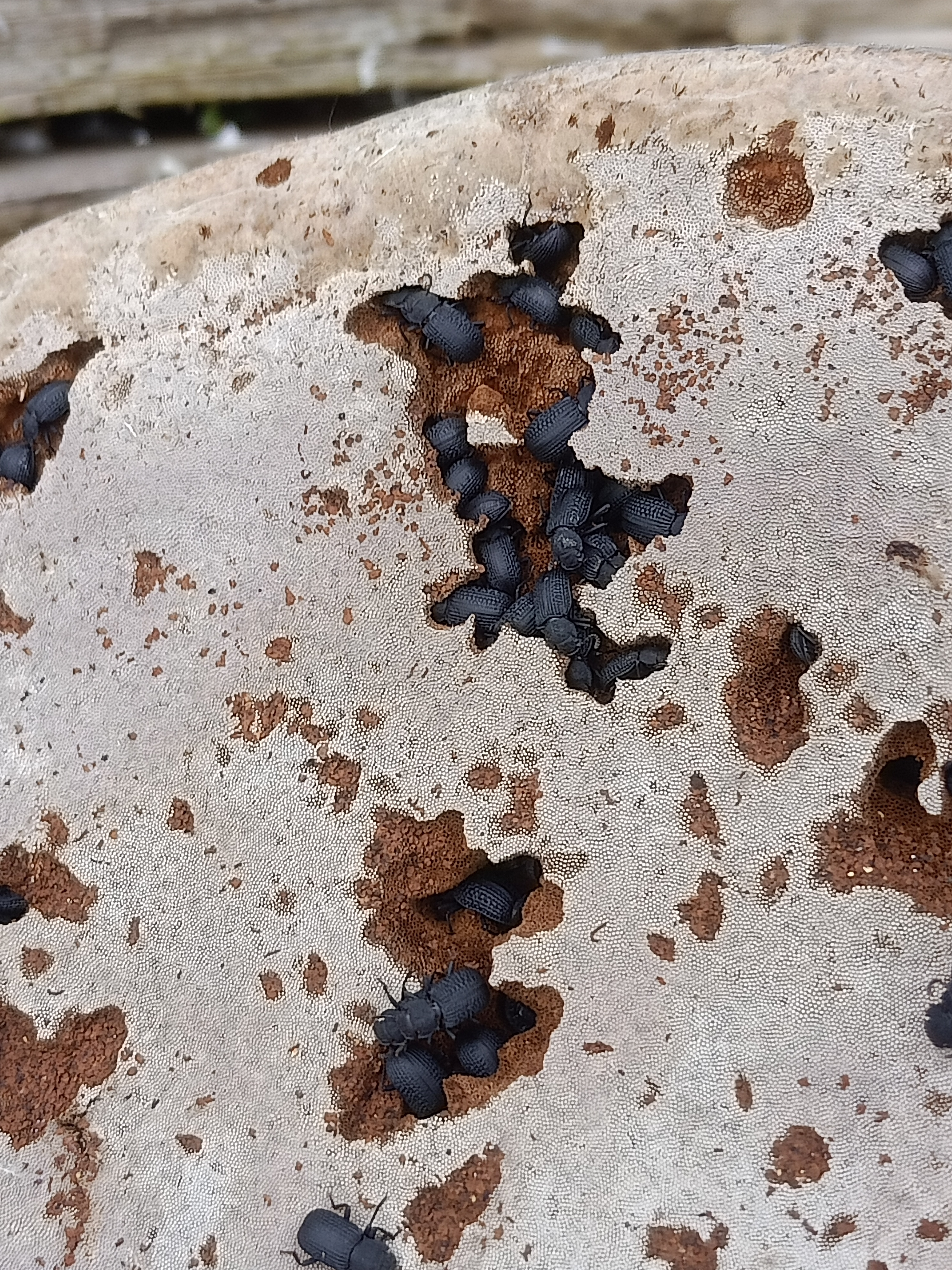
Żerowisko w hubie

Owad rozmieszczony od nizin po średnie położenia górskie. Zasiedla lasy, parki, ogrody i nasadzenia; szczególnie liczny jest w buczynach. Jest saproksylicznym mykofagiem. Wszystkie stadia rozwojowe występują w owocnikach grzybów rosnących na drzewach liściastych, a rzadziej iglastych. Wśród ich grzybów pokarmowych wymienia się: czyrenia ogniowego, hubiaka pospolitego, lakownicę spłaszczoną, pniarka brzozowego, pniarka obrzeżonego i żółciaka siarkowego. Cykl życiowy zamyka się w ciągu dwóch lat.
Gatunek palearktyczny. W Europie znany jest z Hiszpanii, Wielkiej Brytanii, Francji, Belgii, Holandii, Niemiec, Szwajcarii, Liechtensteinu, Austrii, Włoch, Danii, Szwecji, Norwegii, Finlandii, Estonii, Łotwy, Polski, Czech, Słowacji, Węgier, Białorusi, Ukrainy, Rumunii, Bułgarii, Chorwacji, Bośni i Hercegowiny, Serbii, Czarnogóry, Albanii, Grecji oraz europejskiej części Rosji. Na północy starego kontynentu wykracza daleko poza koło podbiegunowe. W Azji podawany jest z anatolijskiej części Turcji, Gruzji, Armenii, syberyjskiej i dalekowschodniej części Rosji, Kazachstanu, Korei Południowej i Japonii. Owad pospolity.